# Window of opportunity
Window of opportunity er en eksperimentalfilm fra 2008 instrueret af Sidse Carstens efter eget manuskript.

## Handling
'A short period of time during which an opportunity must be acted on or missed.' 4 personer skal handle på den situation de befinder sig ind. Et kort øjeblik som kan have konsekvenser for deres fremtid og skæbne.